# Comté de Chelan
Pour les articles homonymes, voir Chelan.
Le comté de Chelan (en anglais : Chelan County) est un comté de l'État américain de Washington, situé dans le centre de l'État. Son siège est Wenatchee. Selon le recensement de 2000, sa population est de 72 453 habitants.

## Géolocalisation
| Comté de Skagit    |                   | Comté d'Okanogan |
| Comté de Snohomish | Comté de Chelan   | Comté de Douglas |
| Comté de King      | Comté de Kittitas |                  |